# 雨 (神が残した夢を喰う。の曲)
「雨」（あめ）は、神が残した夢を喰う。の楽曲。デジタル配信限定シングルとして2023年10月15日に各音楽配信サービスにてリリースされた。

## 概要
2023年4月19日までNon Stop Rabbitのボーカルとして活動していた晴-haru-（矢野晴人）のソロプロジェクト「神が残した夢を喰う。」のデビューシングル。
各音楽配信サービスにおいては本楽曲の配信開始日が2023年10月15日からとなっているが、自身はミュージックビデオを公開した10月20日をデビュー日であるとしている。ミュージックビデオは、Riku Abeが監督しており、夏川アサ、川﨑志馬、和住智玲が出演している。
2024年4月2日、YouTubeチャンネルblackboardにて一発撮り歌唱動画が公開されており、本番組にはNon Stop Rabbitとして『BIRD WITHOUT』を歌唱して以来の出演となった。
2024年7月18日、インストゥルメンタルアルバム『KAMIBAKU INSTRUMENTAL MINI ALBUM』が配信限定でリリースされ、本楽曲のインストゥルメンタル音源も収録された。
2025年2月25日に各音楽配信サービスから配信停止されており、晴-haru-はその原因について「新たなディストリビューションサービスへの移行の際に、そちらへの移行完了前に旧サービスでの配信が終わってしまった」と説明しており、その後2月27日に配信を再開した。
2023年10月20日にYouTube上に公開されたミュージックビデオは、公開から約1年半後の時を経て、2025年4月にYouTube週間ミュージックビデオランキングに初登場97位でランクインした。

## 収録内容
| #         | タイトル  | 作詞・作曲 | 編曲      | 時間 |
| --------- | --------- | ---------- | --------- | ---- |
| 1.        | 「雨」    | 晴-haru-   | Wiz_nicc  | 3:48 |
| 合計時間: | 合計時間: | 合計時間:  | 合計時間: | 3:48 |

## カバー
- ささ。 - 2025年1月5日に配信シングルとしてリリース[16]。元々、ささ。が自身のTikTokアカウントに本楽曲のカラオケカバーを投稿しており、それを試聴した晴-haru-がオファーをし公式にリリースが実現した[17]。
- 宵宮翠 - ささ。と同様の経緯を経て、2025年2月1日に配信シングルとしてリリース[18]。

## 参加ミュージシャン
- Vocal : 晴-haru-（神が残した夢を喰う。）
- Guitar / MIX / Mastering : Roberto A
- Bass : Wiz_nicc
- Drum : Taitai
- Interlude Piano : マイキ[19]